# Francisco González (football)
Pour les articles homonymes, voir González.
Francisco González, né le 6 avril 2001 à Ordóñez, est un footballeur argentin qui joue au poste d'ailier à O'Higgins, en prêt de Defensa y Justicia.

## Biographie

### Carrière en club
Né à Ordóñez en Argentine, Francisco González est formé par les Newell's Old Boys, où il commence sa carrière professionnelle en championnat d'Argentine. Il joue son premier match avec l'équipe première du club le 21 avril 2019, lors d'un match de Coupe de la Superligue contre La Plata,.
Cependant, fin 2020, il subit une blessure au genou qui le maintien hors des terrains, freinant son essors dans l'équipe première.
En janvier 2022, il renouvelle son contrat avec le club argentin jusqu'en 2024. après une saison où il s'y est imposé comme titulaire indiscutable.

### Carrière en sélection
González est international avec l'équipe d'Argentine des moins de 20 ans,.
Il prend ensuite part au Tournoi pré-olympique avec l'équipe d'Argentine des moins de 23 ans en 2024,.
L'Argentine termine deuxième de la compétition après avoir battu et éliminé le Brésil lors de la dernière journée, se qualifiant ainsi pour les Jeux olympiques,.

## Palmarès
Argentine -23 ans
- Tournoi pré-olympique sud-américain
  - Deuxième en 2024